# Гаплогруппа U8c (мтДНК)
Гаплогруппа U8c — гаплогруппа митохондриальной ДНК человека.

## Палеогенетика

### Палеолит
Дольни-Вестонице, Dreifachgrab von Dolní Věstonice
- Vestonice13 / DolniVestonice13 — Чехия — 31,070–30,670 cal BP (GrN-14831: 26,640 ± 110 14C) — М — C1 (F3393) : U8c.[1]

Пальиччи (пещера)
- Paglicci133 — Италия — ca. 33,000 years ago — М — C1 (F3393) : U8c.[1]

Сунгирь
- Sunghir1.SG / Sungir1 — Россия — 33875–31770 cal BP — М — C1a2 (V20, Y11591) : U8c.[2]

## Публикации
2016
- Fu, Q., Posth, C., Hajdinjak, M. et al. The genetic history of Ice Age Europe. Nature (2 мая 2016).

2017
- Sikora M, Seguin-Orlando A, Sousa VC, et al. Ancient genomes show social and reproductive behavior of early Upper Paleolithic foragers. Science (3 ноября 2017).